# 查尔斯·哈里森·布莱克利
查尔斯·哈里森·布莱克利，MRCS（1820年4月5日—1900年9月4日），是一位英国曼彻斯特的医生，证实了禾草花粉才是過敏性鼻炎（“干草热”）的真正致病原因。

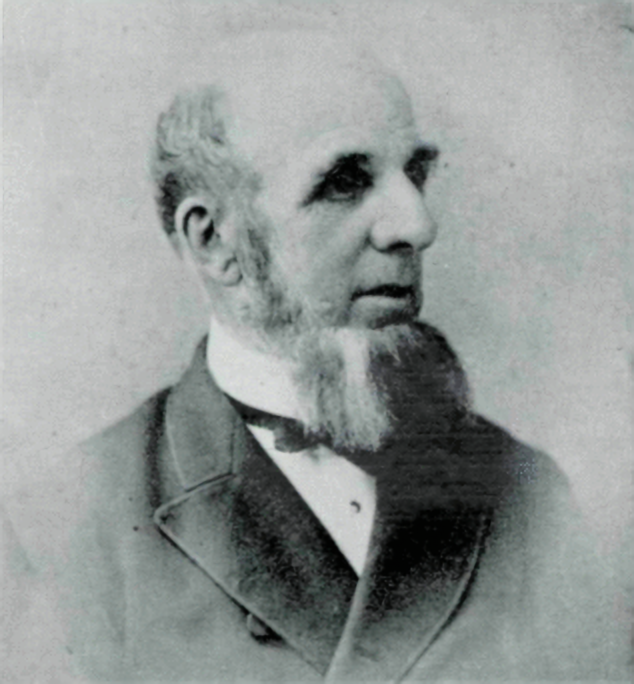
查尔斯·哈里森·布莱克利医生

查尔斯·达尔文读过布莱克利的书并写信感谢他。他对布莱克利的实验非常感兴趣，并在另一封信中解释说，有些花粉是靠风吹来的，而另一些则依靠昆虫传播，对此布莱克利感到非常感激。

## 生平
布莱克利于1820年4月5日生于英格兰兰开夏郡博尔顿。三岁时父亲逝世，于是母亲带着小布莱克利搬到了曼切斯特，布莱克利在曼切斯特成长并接受教育。离开学校后，布莱克利成为了一名硬刷和雕刻学徒。1844年，布莱克利与玛丽·米尔斯结婚，婚后二人育有二子一女。1855年，布莱克利离开了印刷行业，到派恩街医学院（Pine Street Medical School）学习。1858年，布莱克利被授予皇家外科医师学会会员（MRCS）的资格，并在休姆成为了一名全科医生。